# Орепи (станція)
Орепи — проміжна станція 5-го класу Коростенської дирекції Південно-Західної залізниці (Україна), розміщена на дільниці Звягель I — Шепетівка між зупинним пунктом Наливна (відстань — 5 км) і станцією Колодянка (10 км). Відстань до ст. Звягель I — 11 км, до ст. Шепетівка — 52 км.

## Історія
Розташована в Звягельському районі Житомирської області, за 1 км на північний схід від Орепів, за 1,5 км на південь від Лідівки.
Відкрита 1932 року як роз'їзд Орепи.